# Haveson B. Florvil
Pour les articles homonymes, voir Florvil.
Haveson Florvil, né le 31 mai 1989 à Ouanaminthe, est un entrepreneur et conférencier haïtien qui œuvre dans la promotion et la création d'entreprises par les jeunes en Haïti. En 2014, il a décroché le prix des Dix Jeunes Haitiens les plus Remarquables décerné par la Jeune chambre internationale (JCI) Haiti pour la catégorie de développement personnel et/ou réalisation personnelle.

## Biographie
Il est le fondateur et PDG de Alphanet Haiti étant une entreprise tech de services informatiques et web qui investit également dans l'innovation en matière d'apprentissage des langues et de l'informatique à Ouanaminthe, dans d'autres villes d’Haïti et via internet.

### Parcours académique
Haveson a fait ses études classiques dans sa ville natale avant d'entrer à Port-au-Prince pour être admis respectivement au Centre Technique de Planification et d'Économie Appliquée (CTPEA) et à l'École Supérieure d'Infotronique d’Haïti (ESIH) ou il décrocha son diplôme de licence en sciences informatiques.

### Parcours professionnel
En 2010, Haveson Florvil a eu court parcours professionnel à USAID Haïti au Programme de Renforcement du Parlement Haitien (PAPH) en tant que stagiaire cadre parlementaire auquel programme participait plusieurs autres membres du Parlement Jeunesse d'Haiti et du Gouvernement Jeunesse d'Haiti.
En 2011, il a publié son premier ouvrage titré Les Couleurs de l'Avenir, et participé à plusieurs évènements du livre en Haiti dont Livres en Folie, Livres en Liberté et Fête du Livre Jeunesse. En cette même année, il a été élu président de l'Assemblée Nationale à la simulation de Parlement Jeunesse d'Haiti, hébergée au Parlement haïtien.
En décembre 2013, Haveson a représenté les jeunes Haïtiens au Parlement Jeunesse du Québec(PJQ). Il a également eu un parcours à la Cour Supérieure des Comptes et du Comptentieux administratif (CSC/CA) en tant qu'employé au service technique de la dite institution.
En 2014, Haveson Florvil s'est lancé aux services de consultants indépendants pour des institutions dans le domaine de l'éducation à Ouanaminthe dont l'Institution Jean Paul II de Ouanaminthe.
En 2016, Haveson a co-fondé Nosdiw Online Store (NOS), une société en nom collectif de vente de matériels informatiques et gadgets électroniques à laquelle il s'est retiré en 2017 pour retourner au développement de sa première entreprise Alphanet et de nouvelles marques comme NTSM et Nutrischool sous le label commun de son centre d'affaires privé baptisé Haveson Florvil Entreprises. Pendant cet intervalle de temps, il réalise un certain nombre de conférences sur le leadership entrepreneurial, la participation des jeunes, le développement personnel et l'entrepreneuriat. Haveson prend part à plusieurs initiatives de promotion de l'entrepreneuriat et de l'innovation en Haiti comme par exemple le Salon du Numérique et de l'Entrepreneuriat (SNEI).
En 2020, Haveson Florvil développe officiellement son écosystème entrepreneurial baptisé HFE509 qui se donne pour tache de renforcer les capacités des petites et moyennes entreprises (PME) locales et faciliter les échanges de biens et de services entre elles. Il développe le projet de marché boursier Bousnou pour encourager les investissements et faciliter la gestion et la vente des parts.
En 2020, Haveson Florvil a lancé une nouvelle plateforme de paiement en ligne baptisée HtiPay. Cette nouvelle plateforme incluant plusieurs devise facilite l'intégration de nombreux services de paiement électroniques dans des zones d'accès difficiles à travers le monde tout en facilitant la mobilité de fonds avec les autres plateformes.

## Prix et récompenses
En 2014, Haveson Florvil a reçu le Prix des Dix Jeunes les Plus Remarquables en Haiti dit le Prix TOYP (Ten Outstanding Young Persons) organisé par la Jeune Chambre Internationale (JCI) auquel il a été lauréat pour la catégorie de Développement Personnel et/ou Réalisation Personnelle.
En 2021, Haveson Florvil a reçu[réf. nécessaire] le Prix Joseph Prévost de la Science et de la technologie décerné par la fondation Cadres à Lory, Haut-du-Cap, Cap-Haitien.